# Buire-au-Bois

Buire-au-Bois este o comună în departamentul Pas-de-Calais, Franța. În 1 ianuarie 2022 avea o populație de 238 de locuitori.